# Larry Nelson
Lawrence Douglas „Larry” Nelson (ur. 26 grudnia 1947 w Glendale) – amerykański judoka. Olimpijczyk z Monachium 1972, gdzie zajął dziewiąte miejsce w wadze ciężkiej.
Uczestnik mistrzostw świata w 1971 roku.

## Letnie Igrzyska Olimpijskie 1972
| Konkurencja | Rundy eliminacyjne       | Rundy eliminacyjne | Repasaże                  | Repasaże            | Klas. końcowa |
| Konkurencja | Przeciwnik I             | 1/4                | Przeciwnik I              | Przeciwnik II       | Miejsce       |
| ----------- | ------------------------ | ------------------ | ------------------------- | ------------------- | ------------- |
| +93 kg      | Nicola Tempesta (ITA) WO | Wim Ruska (NED) P  | Tijini Ben Kassou (MAR) Z | Klaus Glahn (FRG) P | 9.            |